# Gentianella amarella
La gencianilla (Gentianella amarella o Gentiana amarella) es una especie de planta herbácea del género Gentiana que pertenece a la familia de las gentianáceas. Es originaria de Norteamérica y de Eurasia, distribuyéndose  desde Alaska a California.

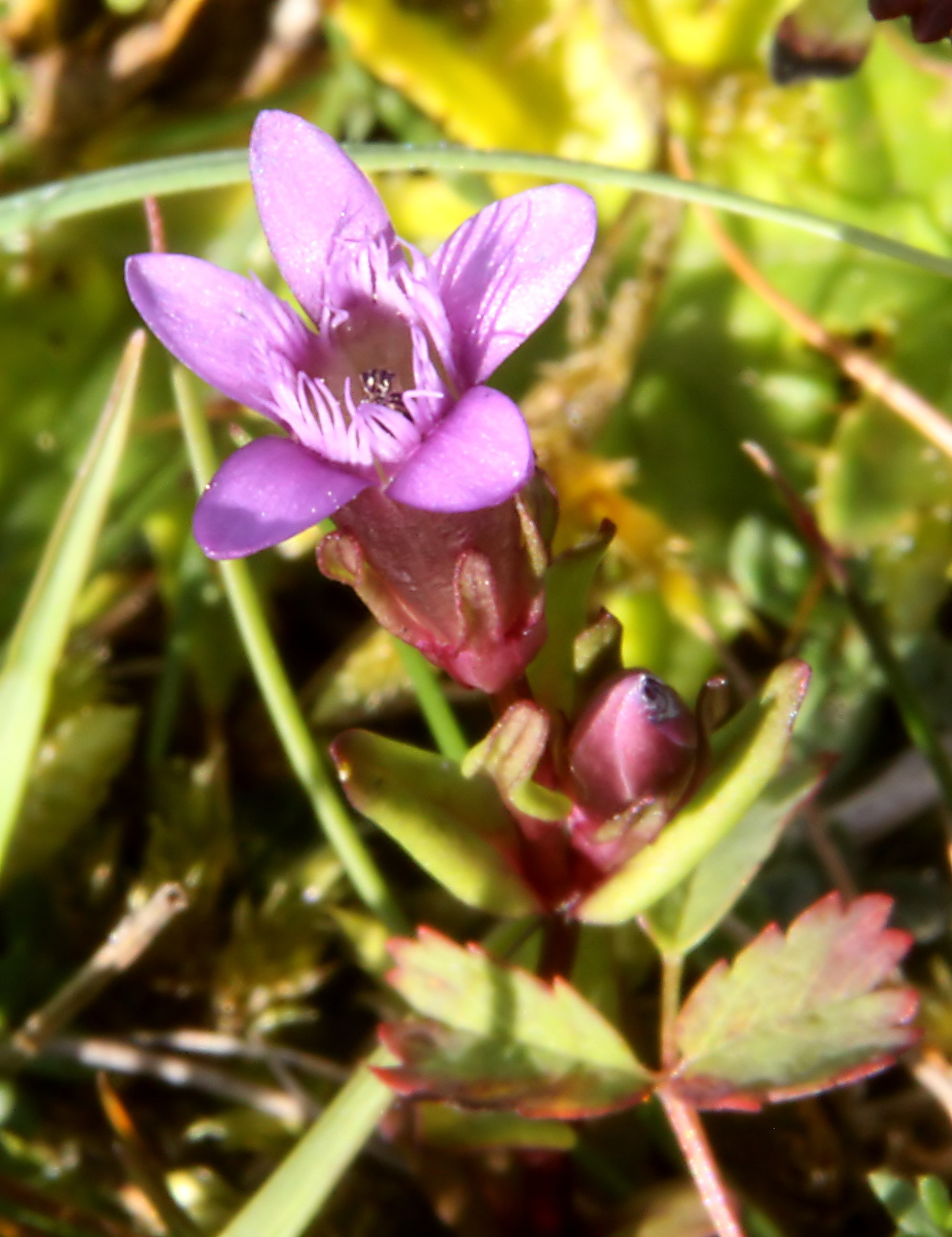
Detalle de la planta

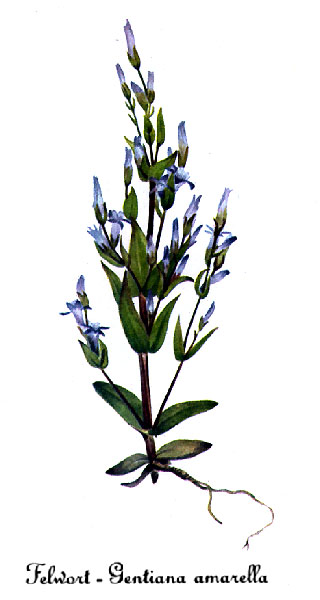
Ilustración

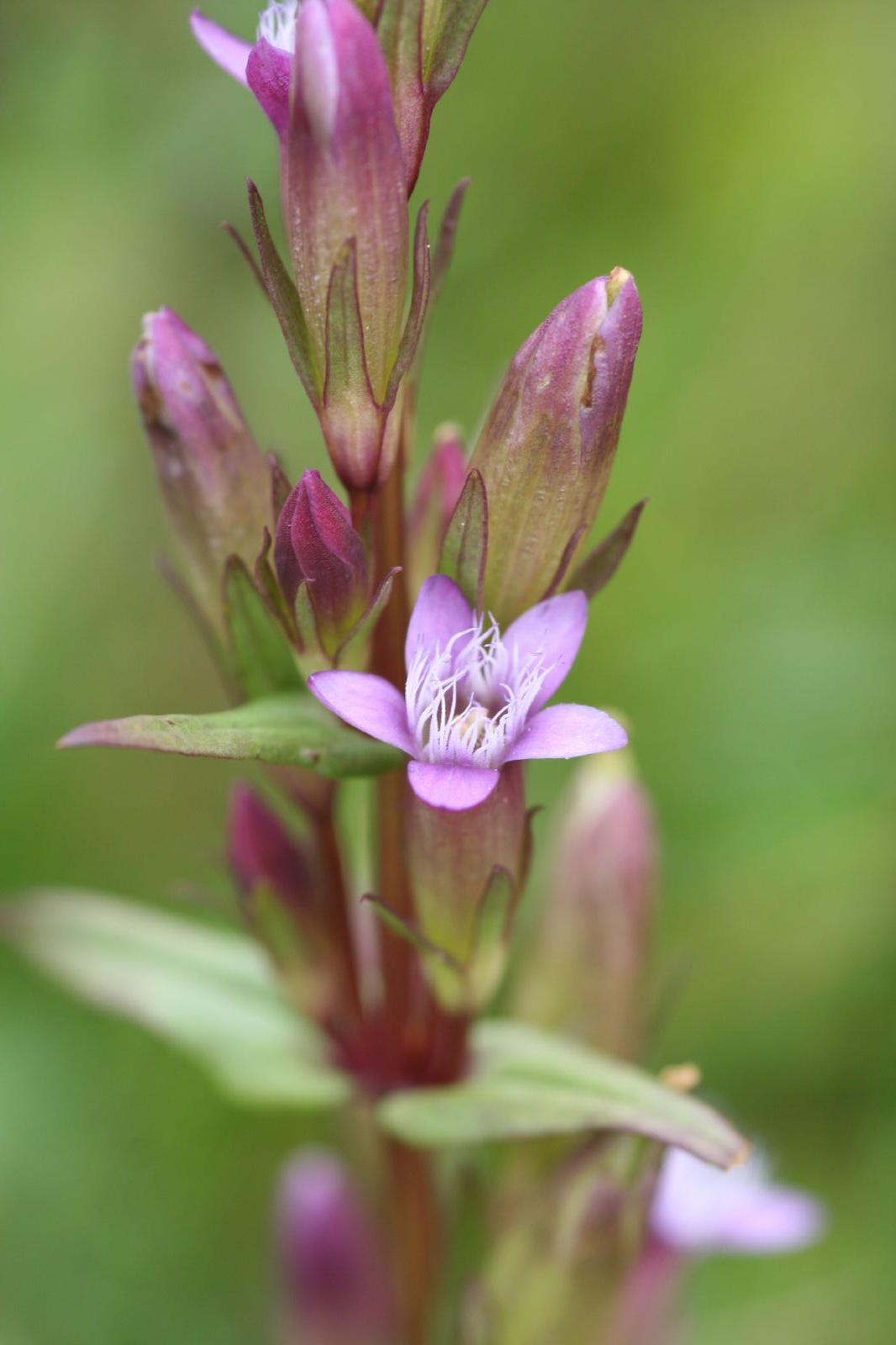
Inflorescencia

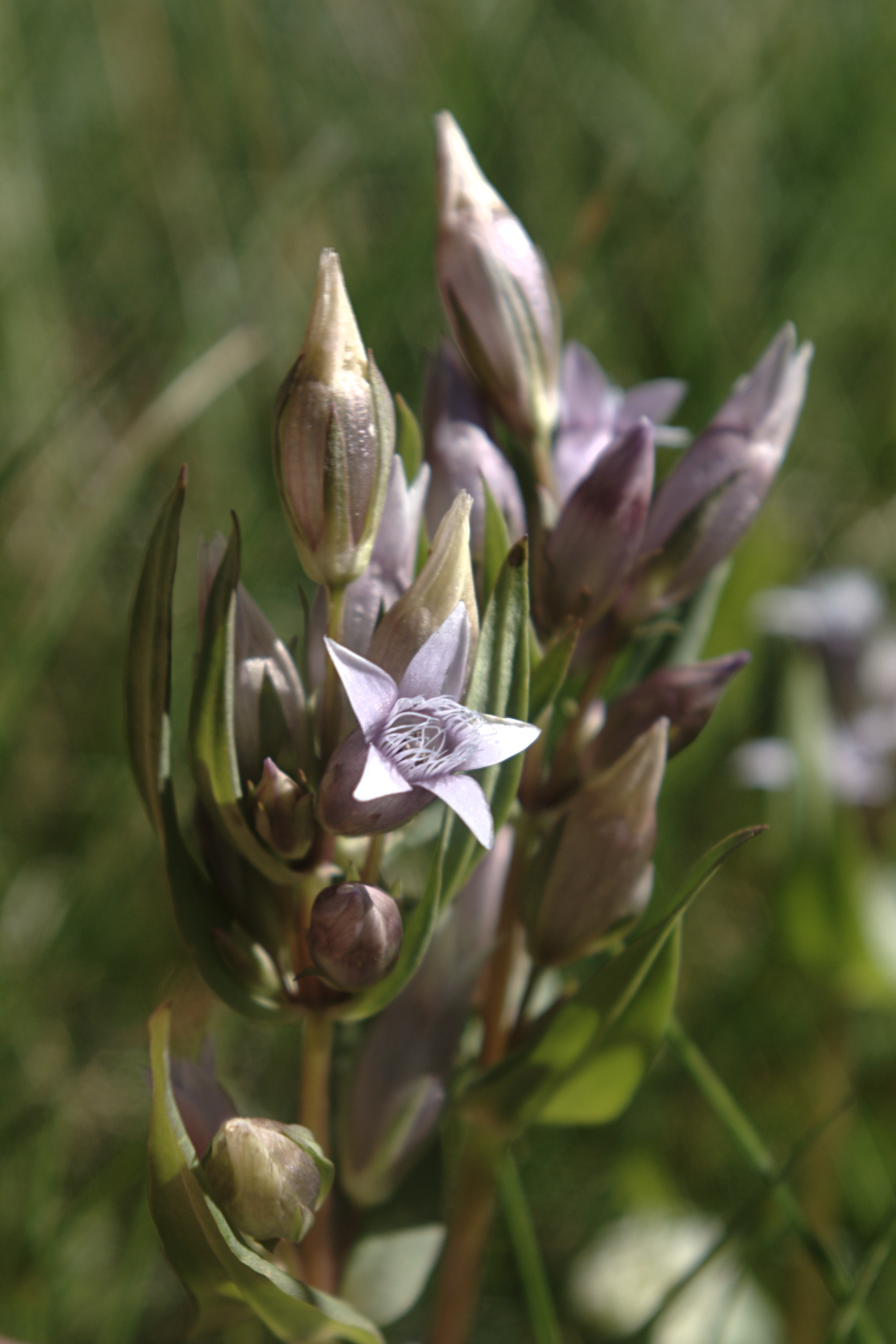
Vista de la planta

## Descripción
Es una planta herbácea bienal que alcanza una altura de 10 a 60 cm. Tiene las raíces carnosas , cilíndricas, de color marrón o amarillo. Los tallos son erectos, no ramificados , glabros en la parte superior y acanalados , huecos, con  4-5 ( 6) entrenudos . Las hojas radicales son espatuladas , obtusas, las superiores,  más estrechas y puntiagudas . Las flores son de color púrpura o azul pálido , individuales o reunidas en manojos axilares. Corola con cinco dientes, sin dentículos intermedios; la boca  con un anillo de flecos. El fruto es una cápsula oblongo- lanceolada con semillas pequeñas, numerosas y muy aplanadas , de color marrón .
Florece en julio y principios de agosto. Los frutos maduran en septiembre.

## Taxonomía
Gentianella amarella fue descrita por L. Harry Sm. y publicado en Uppsala Universitets Arsskrift 7: 259. 1945.
Etimología
Gentiana: Según Plinio el Viejo y Dioscórides, su nombre deriva del de Gentio, rey de Iliria en el siglo II a. C., a quien se atribuía el descubrimiento del valor curativo de la Gentiana lutea.
amarella: epíteto latíno que significa "algo amargo".
Variedades
- Gentianella amarella subsp. acuta (Michx.) J.M.Gillett
- Gentianella amarella subsp. hartwegii (Benth.) J.M.Gillett
- Gentianella amarella subsp. livonica (Eschsch. ex Griseb.) Dostál
- Gentianella amarella subsp. mexicana (Griseb.) Gillett
- Gentianella amarella subsp. septentrionalis (Druce) N.M.Pritch.
- Gentianella amarella subsp. takedae (Kitag.) Toyok.
- Gentianella amarella subsp. uliginosa (Willd.) Tzvelev
- Gentianella amarella subsp. yuparensis (Takeda) Toyok.

Sinonimia
- Amarella californica Greene
- Amarella conferta Greene
- Amarella copelandii (Greene) Greene
- Amarella distegia (Greene) Greene
- Amarella gracilis Raf.
- Amarella lembertii Greene
- Amarella plebeja (Cham.) Greene
- Amarella quinquefida Gilib.
- Amarella revoluta Greene
- Amarella scopulorum Greene
- Amarella strictiflora (A.Nelson) Greene
- Amarella tenuis (Griseb.) Greene
- Ericala acuta G.Don
- Ericala flava G.Don
- Eyrythalia amarella Borkh.
- Eyrythalia conferta G.Don
- Eyrythalia lancifolia Bercht. & J.Presl
- Eyrythalia pratensis Bercht. & J.Presl
- Eyrythalia pulchella Gray
- Eyrythalia uliginosa Bercht. & J.Presl
- Gentiana acuta var. plebeja (Cham. & Schltdl.) Vorosch.
- Gentiana aggregata Bunge ex Griseb.
- Gentiana ajanensis Murb.
- Gentiana alticola R.C.Foster
- Gentiana amarella L.
- Gentiana arbelaezii Cuatrec.
- Gentiana autumnalis Preyer & Zirk. ex Bab.
- Gentiana axillaris Poir. ex Lam.
- Gentiana axillaris Rchb.
- Gentiana californica Kusn.
- Gentiana campanulata Reyn. ex Griseb.
- Gentiana campestris Geners.
- Gentiana conferta Fisch. ex Sweet
- Gentiana connectens Pollard
- Gentiana copelandii Greene
- Gentiana crispata Vis.
- Gentiana distegia Greene
- Gentiana eximia Eastw.
- Gentiana flava J.Mayer ex Schult.
- Gentiana flavescens Schur
- Gentiana gracilis Nees
- Gentiana gracilis Cham. & Schltdl.
- Gentiana hybrida Raf.
- Gentiana labradorica Wilkie
- Gentiana laevicalyx (Rohlena) Rohlena
- Gentiana lancifolia Rafn
- Gentiana liburnica (E.Mayer & Kunz) Greuter
- Gentiana lingulata C.Agardh
- Gentiana lingulata AGARDH
- Gentiana nigrescens Schur
- Gentiana obtusifolia Fr.
- Gentiana plebeja Cham.
- Gentiana plebeja var. holmii Wettst.
- Gentiana polyantha A.Nelson
- Gentiana pratensis Froel.
- Gentiana pulchella Salisb.
- Gentiana purpurea Walter
- Gentiana pyramidalis Willd. ex Griseb.
- Gentiana remota Greene
- Gentiana scopulorum (Greene) Tidestr.
- Gentiana seminuda Rusby
- Gentiana stricta Howell
- Gentiana strictiflora A.Nelson
- Gentiana sylvestris Bray ex Griseb.
- Gentiana tatei Rusby
- Gentiana tenuiflora Jan ex Nyman
- Gentiana tenuis Griseb.
- Gentiana tetragona J.Mayer
- Gentiana tetramera (Rouy) Rouy ex D.Prain
- Gentianella amarella (L.) Börner
- Gentianella axillaris (F.W.Schmidt) Á.Löve & D.Löve
- Gentianella hispanica López Udias, Fabregat & Renob.
- Gentianella lingulata (C.Agardh) N.M.Pritch.
- Gentianusa lancifolia (Raf.) Pohl
- Gonipia tenuiflora Raf.
- Hippion axillare F.W.Schmidt
- Hippion axillaris F.W. Schmidt
- Hippion gentianella F.W.Schmidt
- Hippion lancifolium Pers.
- Leimanisa pratensis Raf.
- Opsantha amarella (L.) Delarbre
- Pneumonanthe gracilis Raf.
- Pneumonanthe remota (Greene) Greene
- Pogoblephis missurica Raf.
- Xolemia axillaris Raf.[6]